# Фолламан мак Кон Конгалт

Ирландия в VIII — первой трети IX века

Фолламан мак Кон Конгалт (Фалломон мак Кон Конгалт; др.‑ирл. Follaman mac Con Congalt, Fallomon mac Con Congalt; убит в 766) — король Миде (763—766) из рода Кланн Холмайн Бикк.

## Биография

### Происхождение
Фолламан мак Кон Конгалт принадлежал к роду Кланн Холмайн Бикк, получившему название по имени своего основателя Колмана Младшего. Хотя Колман был правителем Миде, его потомки не смогли закрепить за собой престол этого королевства. Большей частью правители Миде VII—VIII веков были выходцами из рода Кланн Холмайн, основателем которого средневековые исторические источники считали Колмана Старшего, брата Колмана Младшего. Из предков Фолламана по мужской линии только Энгусу мак Колмайну в 618—621 годах удалось взойти на престол Миде. Фолламан был потомком Энгуса в пятом поколении. Последним упомянутым в ирландских анналах по времени предком Фолламана был его прадед Фаэлху мак Маэл Умай, погибший в 662 году в сражении при Огомайне. О деде и отце Фолламана, Маэл Туйле и Кон Конгалте (или Ку Хонгалте), известно только из средневековых генеалогических трактатов.
Родовые земли Фолламана мак Кон Конгалта находились вокруг Лох-Лейна. Они составляли центральные и западные области королевства Миде.

### Ранние годы
Первое упоминание о Фолламане мак Кон Конгалте в ирландских анналах датировано 733 годом. По свидетельству «Анналов Ульстера», некий король Катал потерпел поражение от короля Миде Домналла Миди. Это произошло в Тайльтиу, где верховные короли Ирландии из числа Северных Уи Нейллов проводили собрания знати и духовенства. Однако затем Катал одержал победу над войском Фалломана, которому пришлось бежать с поля боя. Местом этого сражения назван холм Уард, располагавшийся вблизи Тлахгты, места королевского собрания Южных Уи Нейллов.
На основании данных «Фрагментарных анналов Ирландии» большинство историков отождествляют этого Катала с королём Мунстера Каталом мак Фингуйне. Однако по мнению Т. М. Чарльз-Эдвардса, так как сведения об этих событиях отсутствуют в мунстерских «Анналах Инишфаллена», им мог быть и король Лагора Катал мак Аэда. Предполагается, что нападением на Тайльтиу Катал хотел продемонстрировать свои притязания на титул верховного короля Ирландии. Этим титулом тогда владел Флатбертах мак Лоингсиг из рода Кенел Конайлл, но он воевал на севере Ирландии с королём Айлеха Аэдом Алланом и не смог своевременно дать отпор очередному претенденту. Сообщение же анналов о командовании Фолламаном мак Кон Конгалтом мидским войском современные историки считают подтверждением высокого статуса этого лица, возможно, сравнимого со статусом самого Домналла Миди.
Вероятно, влияние Фолламана в Миде ещё больше выросло после того, как Домналл Миди в 743 году сам стал верховным королём Ирландии. Высказывается мнение, что Домналл мог поручать Фолламану управление своими родовыми землями в то время, когда он или утверждал свою верховную власть среди ирландских владетелей в отдалённых от Миде областях острова, или когда из-за своей религиозности несколько раз в 740-е—760-е годы отказывался от мирской жизни и становился клириком.

### Король Миде
Домналл Миди скончался 20 ноября 763 года. Новым верховным королём Ирландии был провозглашён король Айлеха Ниалл Фроссах из рода Кенел Эогайн. О том же, кто был непосредственным преемником Домналла в Миде, в средневековых источниках имеются противоречивые сведения. В списке правителей королевства Миде из «Лейнстерской книги» записано, что после Домналла престолом овладел Ниалл, сын Диармайта Диана, правивший семь лет. Он был убит Муйредахом мак Домнайллом Миди, владевшим королевством два года. В свою очередь, Муйредах был убит своим братом Доннхадом Миди, который и взошёл на престол. Таким образом, этот исторический источник относит начало правления короля Доннхада Миди к 772 или 773 году. Однако эти сведения противоречат данным ирландских анналов, в которых о смерти Ниалла сообщается в записях о событиях 768 года, а правление Муйредаха датируется 799—802 годами. Ещё более недостоверные сведения содержатся в трактате «Laud Synchronisms», в котором после Домналла перечисляются не правители Миде, а верховные короли Ирландии, начиная с Ниалла Фроссаха. В то же время в анналах сообщается о том, что в 766 году Фолламан мак Кон Конгалт носил титул «король Миде». На основании этого современными историками делается вывод о том, что именно Фолламан мог быть непосредственным преемником Домналла Миди на престоле. Однако обстоятельства прихода к власти представителя маловлиятельного в то время рода Кланн Холмайн Бикк так и остаются неизвестными.
Возможно, восшествию Фолламана мак Кон Конгалта на престол способствовали междоусобия, начавшиеся среди сыновей Домналла Миди после смерти их отца. Предполагается, что получение Фолламаном власти над Миде произошло не без поддержки некоторых из членов рода Кланн Холмайн. В исторических источниках сообщается о помощи, которой Фолламан в 763 году оказал Доннхаду Миди в войне с его родичами. Брат Доннхада, Диармайт Дуб, погиб в 764 году, возглавляя войско аббатства Дарроу во время похода против соперничавшего с тем монастыря Клонмакнойс. Победитель Диармайта, его племянник Брессал мак Мурхадо, пал позднее в том же году. Сам Доннхад Миди тогда же нанёс поражение септу Фир Тулах Миди, владевшему землями около Лох-Эннелла. В 765 году Фолламан и Доннхад Миди одержали при Карн Фиахах (вблизи современного Ратконрата) победу над Мурхадом, ещё одним сыном Домналла Миди. Мурхад погиб в этом сражении, а его союзник, король Тетбы Айгал, сумел спастись бегством.
Фолламан мак Кон Конгалт был убит в 766 году. В «Анналах Ульстера» убийство Фалломана названо «предательским», в «Анналах Тигернаха» — «совершённым обманом». Его преемником на престоле королевства Миде стал Доннхад Миди. Так как главным лицом, получившим выгоду от устранения Фолламана, был Доннхад, предполагается, что именно он мог быть организатором убийства. В сообщениях анналов об этом событии Фолламан наделён титулом «король Миде» (др.‑ирл. rí Midi, лат. rex Midi). Это наиболее раннее упоминание данного титула в раннесредневековых исторических источниках. Ранее правители центральных областей Ирландии, в основном, назывались «королями Уснеха». Такой титул они получили по холму Уснех, вблизи которого находилась их королевская резиденция. Фолламан стал последним представителем Кланн Холмайн Бикк, владевшим престолом Миде. После его гибели только члены рода Кланн Холмайн были правителями этого королевства.

### Семья
Одним из сыновей Фолламана мак Кон Конгалта средневековые источники называют Финснехту, погибшего в 797 году в сражении с верховным королём Ирландии Аэдом Посвящённым. Другим сыном Фолламана мак Конгалта был Фиахра. Потомки Фолламана и Фиахры упоминаются как род Кайлле Фолламайн. Это название они получили по имени своего родоначальника, короля Фолламана.